# Silene rhynchocarpa
Silene rhynchocarpa är en nejlikväxtart som beskrevs av Pierre Edmond Boissier. Silene rhynchocarpa ingår i släktet glimmar, och familjen nejlikväxter. Inga underarter finns listade i Catalogue of Life.